# Peter McNamara
Peter McNamara (5. července 1955, Melbourne – 20. července 2019, Sonthofen) byl australský tenista. Největších úspěchů dosáhl ve čtyřhře, v roce 1982 byl světovou deblovou trojkou. V mužské čtyřhře dvakrát vyhrál Wimbledon (1980, 1982) a jednou Australian Open (1979). Všechny tři tituly získal ve dvojici s krajanem Paulem McNameem. Na US Open 1981 se probojoval do finále, v páru se Švýcarem Heinzem Günthardtem. Ve dvouhře bylo jeho grandslamovým maximem čtvrtfinále (v Paříži 1982 a v Londýně 1981). Na žebříčku ATP to bylo 7. místo (březen 1983). V letech 1981 a 1982 byl australskou jedničkou. Vyhrál v singlu pět turnajů (German Open 1979, Belgian Open 1980, Hamburg Open 1981, plus dva halové turnaje v Melbourne a Bruselu, kde ve finále porazil Ivana Lendla, což byl jeden z jeho nejcennějších singlových skalpů). V Davisově poháru byla jeho bilance 10 výher a 11 proher. Na turnajích vydělal milion dolarů. Hráčskou kariéru ukončil v roce 1987, poté se věnoval trénování, k jeho svěřencům patřili Mark Philippoussis, Grigor Dimitrov, Matthew Ebden nebo čínská tenistka Wang Čchiang. Zemřel na rakovinu prostaty.